# Заянте (Каліфорнія)
Заянте (англ. Zayante) — переписна місцевість (CDP) в США, в окрузі Санта-Крус штату Каліфорнія. Населення — 729 осіб (2020).

## Географія
Заянте розташований за координатами 37°5′20″ пн. ш. 122°2′29″ зх. д. / 37.08889° пн. ш. 122.04139° зх. д. (37.088870, -122.041360).  За даними Бюро перепису населення США в 2010 році переписна місцевість мала площу 7,06 км², уся площа — суходіл.

## Демографія
Згідно з переписом 2010 року, у переписній місцевості мешкало 705 осіб у 304 домогосподарствах у складі 168 родин. Густота населення становила 100 осіб/км².  Було 344 помешкання (49/км²).
Расовий склад населення:
| - 91,8 % — білих - 1,4 % — чорних або афроамериканців - 0,9 % — корінних американців - 0,6 % — азіатів - 2,6 % — осіб інших рас |

До двох чи більше рас належало 2,8 %. Частка іспаномовних становила 8,1 % від усіх жителів.
За віковим діапазоном населення розподілялося таким чином: 18,3 % — особи молодші 18 років, 75,0 % — особи у віці 18—64 років, 6,7 % — особи у віці 65 років та старші. Медіана віку мешканця становила 40,7 року. На 100 осіб жіночої статі у переписній місцевості припадало 104,9 чоловіків;  на 100 жінок у віці від 18 років та старших — 108,7 чоловіків також старших 18 років.
Середній дохід на одне домашнє господарство  становив 88 540 доларів США (медіана — 81 513), а середній дохід на одну сім'ю — 96 453 долари (медіана — 93 250). За межею бідності перебувало 7,7 % осіб, у тому числі 0,0 % дітей у віці до 18 років та 0,0 % осіб у віці 65 років та старших.
Цивільне працевлаштоване населення становило 490 осіб. Основні галузі зайнятості: освіта, охорона здоров'я та соціальна допомога — 34,1 %, будівництво — 12,4 %, виробництво — 12,0 %.